# Atentado de Docklands
El atentado de Docklands (también conocido como el atentado de Canary Wharf y el atentado de South Quay) fue uno de los ataques más importantes llevados a cabo por el Ejército Republicano Irlandés Provisional (el IRA) durante los años 1990. Ocurrida el 9 de febrero de 1996, la ofensiva provocó grandes daños al sector financiero de Docklands, en East London, y puso fin al alto al fuego de los dos años anteriores.

## El atentado
A las 19:01 del 9 de febrero de 1996, el IRA hizo detonar una bomba de media tonelada. El artefacto, que había sido fabricado con nitrato de amonio y fueloil, estalló dentro de una camioneta pequeña ubicada aproximadamente a 73 m de la estación de trenes de South Quay, perteneciente a la Docklands Light Railway (situada en la zona de Canary Wharf, en Londres), exactamente debajo del punto donde las vías cruzan Marsh Wall. Gracias a una advertencia telefónica, los edificios cercanos y el camino habían sido evacuados. No obstante, Inam Bashir y John Jeffries, dos personas que trabajaban en una tienda localizada justo en frente del lugar de la explosión, no pudieron ser evacuados a tiempo y murieron en el ataque. 39 personas resultaron heridas por el estallido y los vidrios rotos, y necesitaron asistencia médica. El atentado destruyó parte del World Trade Center, que nunca fue reconstruido y que más tarde se transformó en el hotel Hilton Canary Wharf.
La detonación causó daños por un valor aproximado de £ 85 millones. Tres edificios cercanos (el Midland Bank y los South Quay Plaza I y II) recibieron grandes daños (los últimos dos debieron se reconstruidos totalmente, mientras que el primero tuvo que ser demolido). La estación en sí misma sufrió enormes daños, pero pudo reiniciar sus actividades el 22 de abril, al igual que el puente debajo del cual estalló la bomba, que tan sólo necesitó algunas reparaciones menores pese a su proximidad al punto del estallido.
El atentado significó el fin del alto al fuego durante el proceso de paz en Irlanda del Norte. Un hombre llamado James McArdle fue hallado culpable de conspirar para provocar el ataque y condenado a 25 años de prisión, pero las acusaciones de homicidio fueron desechadas debido a la inquietud por la cobertura periodística.[cita requerida] McArdle fue liberado bajo los términos del Acuerdo de Viernes Santo en junio de 2000.
El IRA trató de «lamentables» las heridas resultantes de la explosión, pero señaló que se habrían evitado si la policía hubiese actuado de inmediato ante las «advertencias claras y específicas». El comisionado de la Policía Metropolitana, Sir Paul Condon, afirmó que «sería injusto describir esto como un fallo en la seguridad. Fue un fallo en la humanidad».